# Губергріц Макс Мойсейович
Макс Мойсейович Губергріц (нар. 7 (19) січня 1886, Дерпт (нині Тарту, Естонія), за іншими даними народився у місті Ромни) — 6 травня 1951, Київ) — український радянський терапевт, доктор медицини (1917 рік), професор (1920 рік), академік АН УРСР (1949 рік), Заслужений діяч науки УРСР (1935 рік).

## Життєпис
Народився 7 січня 1886 року в м. Дерпт, нині Тарту, Естонія у сім'ї Мойсея Марковича Губергріца і Єлізавети Мойсеєвни Соскін. На час його народження батько навчався у Дерпті медицині в тамтешньому університеті. Макс Губергріц продовжив цю традицію і після закінчення в 1904 році із золотою медаллю Ревельської Олександрівської гімназії почав навчання на медичному факультеті в Юр'ївському університеті, проте в 1905 році перевівся на медичний факультет Університету Святого Володимира у Києві, який закінчив із відзнакою в 1911 році, залишившись працювати у клініці університету під керівництвом відомого науковця Василя Парменовича Образцова. Пізніше, з 1915 по 1917 рік, був у відрядженні в лабораторії видатного науковця, Нобелівського лауреата Івана Петровича Павлова (Петроград, нині Санкт-Петербург), де під його керівництвом Макс Мойсейович блискуче захистив докторську дисертацію «Найбільш вигідний спосіб диференціації зовнішніх подразників», а також провів серйозні експериментальні дослідження, які лягли в основу їх спільної роботи «Рефлекс волі» (1915 рік).
Від 1918 року Макс Мойсейович у Києві: у 1920-28 роках він завідував кафедрою спеціальної патології і терапії внутрішніх хвороб, з 1928 по 1951 рік — кафедрою пропедевтики внутрішніх хвороб Київського медичного інституту. Водночас у 1925-27 роках завідував кафедрою інфекційних недуг цього ж інституту, з 1930 по 1941 рік очолював клінічні відділи Українського НДІ харчування.
Помер 6 травня 1951 року від інфаркту міокарду, який він у себе діагностував сам, тоді як такі відомі професори як М. С. Вовсі, В.М. Виноградов, В. Х. Василенко, що його оглядали, наполягали на наявності у нього гострої хірургічної патології травної системи. Макс Мойсейович заповів після смерті дослідити своє серце, щоб доказати правильність діагнозу. Інфаркт міокарда був підтверджений..

## Наукові здобутки
М. М. Губергріц опублікував близько 150 наукових робіт, у тому числі 6 монографій. Наукові дослідження присвячені головним чином питанням фізіології і патології кровообігу і травлення, питанням ендокринології, лікувального харчування, нейрогуморальній регуляції, проблемі болю, електрокардіографії. Запропонував методики вивчення функції підшлункової залози, описав низку симптомів хронічного панкреатиту та апендициту, змінах біохімічних показників крові при порушеннях діяльності внутрішніх органів. Очолював групу лікарів, які вивчали причини набрякової геморагічної еритеми. Під керівництвом М. М. Губергріца підготовлено понад 30 кандидатів і докторів наук.
Був членом Вченої методичної ради МОЗ УРСР, заступником голів правлінь Всесоюзного та Українського товариств терапевтів, редактором розділу «Терапія» 1-го видання «Великої медичної енциклопедії», членом редколегій журналів «Терапевтический архив», «Врачебное дело», «Радиационная медицина». Макс Мойсейович любив музику, живопис, підтримував дружні стосунки з українськими письменниками — Остапом Вишнею, Вандою Василевською, Семеном Скляренком, Натаном Рибаком.
Нагороджений двома орденами Трудового Червоного Прапора, орденом Червоної Зірки, медаллю «За доблесну працю у Великій Вітчизняній війні 1941—1945 рр.».